# Hans-Joachim Jäschke
Hans-Joachim Jäschke (18 de Julho de 1921 - KIA, 21 de Julho de 1944) foi um piloto alemão da Luftwaffe durante a Segunda Guerra Mundial. Voou cerca de 553 missões de combate, nas quais destruiu 78 tanques inimigos, 27 canhões, 100 camiões e 11 pontes.